# Adrien Martial Thomas de Saint-Henry
Pour les articles homonymes, voir Thomas.
Adrien Martial Thomas de Saint Henry, vicomte Thomas de Saint Henry, né le 8 août 1767 à Abbeville (Somme) et mort le 19 juin 1829 à Montreuil (Pas-de-Calais), est un général français de la Révolution et de l’Empire.

## États de service
Il entre en service en 1792, comme volontaire à l’armée des côtes, et il reçoit son brevet de capitaine le 5 janvier 1793, au 7e régiment de hussards.
Il est nommé adjudant-général chef de brigade provisoire le 26 février 1796, et il est confirmé dans son grade le 1er septembre 1798, avant de rejoindre l’armée d’Italie le 19 décembre 1798. En 1799 - 1800, il prend les fonctions de chef d’état-major de la 1re division de l’armée du Rhin à Landau, puis en novembre 1800, il assume les mêmes fonctions à la division du général Molitor.
En juillet 1801, il fait partie de l’aile droite de l’armée du Rhin, et le 23 septembre suivant, il est mis en non activité. Il est fait officier de la Légion d'honneur le 14 juin 1804. Le 6 janvier 1806, il est chef d’état-major de la 24e division militaire à Bruxelles, et le 26 mai 1807, il devient chef d’état-major adjoint de l’armée de réserve. Le 5 novembre 1807, il est affecté au 2e corps d’observation de la Gironde, et le 4 mars 1809, il participe à la campagne d’Autriche, en tant que chef d’état-major de la cavalerie de l’armée d’Italie.
Il est créé baron de l’Empire le 6 octobre 1810. Muté à la 4e division militaire en juillet 1811, il devient chef d’état-major du 1er corps de cavalerie de la Grande Armée le 18 janvier 1812.
Il est placé en non activité le 17 mars 1813, et il est promu général de brigade le 25 novembre 1813. Le 27 décembre 1813, il passe chef d’état-major de la cavalerie de la Grande Armée.
Lors de la Première Restauration, il est chargé d'une mission à Maastricht le 23 avril 1814, puis de ramener les prisonniers de guerre en France, en provenance de Bohême et Moravie en juillet 1814, et enfin de Russie en octobre 1814. Le tsar Alexandre Ier le décore à cette occasion de la croix de chevalier de Sainte-Anne de 2e classe. Il est fait chevalier de Saint-Louis en août 1814 et commandeur de la Légion d’honneur le 24 octobre 1814.
En 1816, il prend le commandement du département de la Seine-Inférieure, succédant à Destabenrath, et par intérim celui de la 15e division militaire. Il demeure rue du Vieux-Palais à Rouen jusqu'en juin 1816 puis rue de Crosne-hors-Ville. Par ordonnance du roi du 23 décembre 1817, il est autorisé à ajouter à son nom celui de Saint-Henri.
Il est mis en non activité en 1817, et il est admis à la retraite en 1826.
Il meurt le 19 juin 1829, à Montreuil-sur-Mer.

## Distinctions
- Chevalier de l'ordre royal et militaire de Saint-Louis (16 août 1814)[10]
- Commandeur de la Légion d'honneur (24 octobre 1814)

## Dotation
- Le 15 août 1809, donataire d’une rente de 4 000 francs de germinal en Hanovre.

## Armoiries
| Figure | Nom du baron et blasonnement |
| ------ | --- |
|        | Armes du baron Adrien Martial Thomas de Saint Henry et de l'Empire, décret du 15 août 1809, lettres patentes du 6 octobre 1810, commandeur de la Légion d'honneur Écartelé au premier d'azur à une ancre d'argent sénestrée d'un lion contre-rampant d'or surmonté en chef à dextre d'une croix pattée à sénestre d'un croissant le tout d'argent ; au deuxième des barons militaires, au 3e de sable au château flanqué de deux tours crénelées chacune de quatre pièces d'or, surmonté d'une étoile d'argent, rayonnante d'or ; au quatrième d'azur au casque taré de fasce d'argent, grillé d'or, au lion naissant du même pour cimier - Livrées : les couleurs de l'écu. |

## Sources
- (en) « Generals Who Served in the French Army during the Period 1789 - 1814: Eberle to Exelmans »
- Thierry Pouliquen, « Les généraux français et étrangers ayant servis [sic] dans la Grande Armée » (consulté le 5 mars 2015)
- « La noblesse d’Empire » (consulté le 5 mars 2015)
- « Cote LH/1755/51 », base Léonore, ministère français de la Culture
- Vicomte Révérend, Armorial du premier empire, tome 3, Honoré Champion, libraire, Paris, 1896, p. 193.
- Vicomte Révérend, Armorial du premier empire, tome 4, Honoré Champion, libraire, Paris, 1897, p. 305.
- Biographie du département de la Somme, tome 1, librairie Prévost-Allo, Amiens, 1835, p. 341.
- Arthur Chuquet, Ordres et apostilles de Napoléon (1799-1815), paris, librairie ancienne Honoré Champion, 1911, p. 265-266
- (pl) « Napoléon.org.pl »